# Лозе
Лозе (мн.ч. лозя) е място, където се отглеждат лози. Науката, която се занимава с отглеждането на лози и производството на грозде, се нарича лозарство.
Гроздето се отглежда пряка консумация, за производството на вино, както и за стафиди и безалкохолен гроздов сок.
Производството на вино е известно на хората от преди около 8000 години То е значително усъвършенствано по времето на Древна Гърция и Древен Рим.

През Средновековието в християнските манастири традицията се запазва. Според Световните рекорди на Гинес най-старото лозе се намира в Марибор, Словения и е на 400 години.
- Най-старото лозе в света в Марибор (Словения) е на 400 години
- Лозе в Бургундия (Франция)
- Лозе в долината Артал (Германия)